# Station Torquay
Torquay is een spoorwegstation van National Rail in Torquay in Engeland. Het station is eigendom van Network Rail en wordt beheerd door Great Western Railway. 